# 长蒴蚬木
长蒴蚬木（学名：Excentrodendron obconicum）为锦葵科蚬木属的植物，是中国的特有植物。分布在中国大陆的广西等地，一般生长在石灰岩的常绿林中，目前尚未由人工引种栽培。

## 异名
- Excentrodendron obconicum Chang et Miau